# Anenský vrch (Hrubý Jeseník)
Anenský vrch (německy Annaberg) je vrchol ležící v Hrubém Jeseníku severozápadně od města Andělská Hora, v geomorfologickém okrsku Vrbenská vrchovina. Je tvořen drobami staršího karbonu s fylitickými břidlicemi.
Od roku 1696 stojí na jižním svahu barokní kostel sv. Anny, který byl v roce 1777 přestavěn a ke kterému vede Křížová cesta. Na vrcholu stojí rozhlasový vysílač. Na východním svahu je vybudována sjezdovka.

## Přístup
Výstup je možný po červené značce z Vrbna pod Pradědem nebo Andělské Hory, po žluté značce z Karlovic nebo Karlovy Studánky. Na vrchol vede neznačená lesní cesta.